# Son Alegre
Son Alegre és una possessió del terme municipal d'Algaida, a Mallorca. Coneguda antigament amb el nom de Montblanc està situada vora el camí del cementeri. Confronta a tramuntana amb Can Tropell i altres establits que abans eren de Son Alegre, ja que abans les terres de la possessió arribaven al quarter de la Guàrdia Civil d'Algaida; a llevant, amb Castellitx d'en Barra d'Or i el Cementeri; a migjorn, amb Son Divertit i Son Redó, i a ponent, amb les pletes de Can Mulet i el pinar de Can Marc o des Porrassar. L'extensió actual és de 60 quarterades, de les quals unes trenta-cinc són de conradís i la resta de garriga o pinar, que són les que ocupen les terres més elevades.

## Construccions
Les cases tenen frontis de considerables dimensions perquè comprenen l'habitacle dels amos, a llevant, i el dels senyors, a ponent. Són bastant antigues, però no tenen gaire interès arquitectònic. Les cases dels senyors foren reformades l'any 1936 i de llavors ençà han estat usades en poques ocasions, malgrat que estan moblades i a punt de ser habitades. Les cases dels amos també foren reformades devers l'any 1946. Darrere la casa dels senyors hi ha la dependència dels sestadors, avui en desús i darrere les dels amos hi ha les solls de porcs i al costat hi ha una cova artificial construïda per l'extracció de marès i habilitada una part per donar cabuda al cup de fer vi i l'altra com a celler.